# Dominique Motte
Dominique Motte (* 22. September 1939 in Bois-Guillaume; † 29. Juni 2019 in Saint-Jean-le-Blanc) war ein französischer Radrennfahrer und Weltmeister im Radsport.

## Sportliche Laufbahn
Motte startete als Amateur für den Verein  AC Sotteville. Mit seinem Verein wurde er 1958 und 1962 französischer Meister im Mannschaftszeitfahren. 1963 gelang ihm der größte Erfolg seiner Laufbahn, als er (mit Michel Bechet, Georges Chappe und Marcel-Ernest Bidault) im belgischen Ronse Weltmeister im Mannschaftszeitfahren wurde. Im Jahr zuvor war er bereits mit dem französischen Team auf Platz sechs klassiert worden. In den nationalen Eintagesrennen gelang ihm 1962 ein Sieg im Grand Prix Parisienne und in der Tour de l’Yonne. 1965 wurde er Berufsfahrer im Team Pelforth-Sauvage-Lejeune, wo er u. a. an der Seite von Henri Anglade fuhr.